# Juncus oronensis
Juncus oronensis là một loài thực vật có hoa trong họ Juncaceae. Loài này được Fernald mô tả khoa học đầu tiên năm 1904.